# Lukman Niode
Lukman Niode (Jacarta, 21 de outubro de 1963 — Ibid., 17 de abril de 2020) foi um nadador indonésio. Competiu em três eventos nos Jogos Olímpicos de Verão de 1984.

## Biografia
Lukman nasceu em Jacarta, então capital da Indonésia, no ano de 1963.
No ano de 1984, fez parte do selecionado indonésio para representar o país nos Jogos Olímpicos de Verão de 1984, realizado em Los Angeles nos Estados Unidos.
Na prova de 100 metros costas terminou em vigésimo primeiro lugar. Também participou da prova de duzentos metros costas ficando em vigésimo quinto lugar. Encerrou sua participação nos jogos em território estadunidense participou da prova de cem metros livres terminando a competição em quadragésimo primeiro lugar.

### Morte
Lukman morreu em 17 de abril de 2020 no Hospital Pelni em Jacarta aos 56 anos de idade devido à COVID-19, em meio a Pandemia de COVID-19 na Indonésia.